# Дрест IV
Дрест IV — король пиктов в VI веке.

## Биография
Дрест IV был одним из трёх сыновей Гирома. «Хроника пиктов» сообщает о том, что Дрест IV был соправителем Дреста III. Срок его правления в различных источниках колеблется от одного до пятнадцати лет.
Два брата Дреста IV, Гартнарт I и Кэйлтрам, стали его преемниками на престоле Королевства пиктов. Его сестра вышла замуж за короля Гвинеда Майлгуна.